# Hatsavan (Kotayk)
Hatsavan (in armeno Հացավան?) è un comune dell'Armenia di 610 abitanti (2009) della provincia di Kotayk'.